# Saint-Cassien (Isère)
Saint-Cassien település Franciaországban, Isère megyében. Lakosainak száma 1156 fő (2022. január 1.). Saint-Cassien Voiron, Moirans, La Murette és Réaumont községekkel határos.

## Népesség
A település népessége az elmúlt években az alábbi módon változott:
| Lakosok száma | 491  | 767  | 861  | 1048 | 1149 | 1143 | 1162 | 1149 | 1143 | 1156 |
|               | 1968 | 1982 | 1990 | 2006 | 2013 | 2015 | 2017 | 2019 | 2020 | 2022 |